# História de Iguape
Oficialmente, Iguape foi fundada em 3 de dezembro de 1538. A data de fundação atual foi estabelecida em 1938, pelo então prefeito, Manoel Honório Fortes, o qual incumbiu uma comissão de historiadores paulistas, presidida pelo ilustre Afonso d'Escragnolle Taunay, para estabelecerem a data provável da fundação, sendo aceito o dia 3 de dezembro de 1538, baseados em documentos históricos que usam como referência a data de separação de Iguape e Cananeia. A real data da fundação do município é desconhecida. Alguns historiadores chegam a acreditar que já havia europeus vivendo na região mesmo antes do descobrimento do Brasil por Pedro Álvares Cabral.
Remonta a 1577 a data em que o povoado foi elevado à categoria de freguesia, com o nome de "Freguesia de Nossa senhora das Neves da Vila de Iguape", quando foi aberto o primeiro livro do tombo da Igreja de Nossa Senhora das Neves, construída no local conhecido por "Vila Velha", no sopé do morro chamado de "Outeiro do Bacharel", defronte à Barra do Icapara. Não se sabe, ao certo, a data de elevação a vila, porém, acredita-se que tenha sido entre 1600 e 1614. Neste último ano, foi iniciada a construção da antiga Igreja Matriz, já no local atual, no centro urbano, após a mudança da então freguesia, ordenada pelo fidalgo português Eleodoro Ébano Pereira. A vila foi elevada a cidade pela Lei Número Dezessete de 3 de abril de 1848 com o nome de "Bom Jesus da Ribeira", mas, no ano seguinte, pela Lei Número Três de 3 de maio, foi modificado o nome para "Bom Jesus de Iguape". Posteriormente, o costume popular simplificou-o para "Iguape".

## Tordesilhas
Em 1494, foi firmado um acordo entre Portugal e Espanha estabelecendo a exata dimensão de suas posses nas terras recém descobertas. A partir desse momento histórico, o Tratado de Tordesilhas fixaria os limites territoriais de portugueses e espanhóis, inclusive nas terras americanas. O tratado definia como linha de demarcação o meridiano 370 léguas a oeste da Ilha de Santo Antão no arquipélago de Cabo Verde. O referido meridiano passava sobre Iguape, ao sul, o limite era o Rio da Prata; a leste, o Oceano Atlântico, e a oeste a Província de Tucuman, atualmente pertencente à Argentina. Outro limite era a cidade de  Santa Cruz de la Sierra, elevada à província e desmembrada do Paraguai por Diego Hurtado de Mendoza e Silva, 2.º Marquês de Cañete.
O pouco que se sabe sobre as origens de Iguape é que chegou à região, por volta do ano 1502, trazido pela expedição de Américo Vespúcio, uma figura obscura da história brasileira, o degredado português Cosme Fernandes, conhecido como "Bacharel de Cananeia". O Bacharel tornou-se uma figura poderosa na região, vindo a possuir muitos escravos e não prestando obediência à coroa portuguesa. Por esses tempos - possivelmente desde 1498 - também ali vivia o aventureiro espanhol Ruy Garcia Moschera, a quem é oficialmente atribuída a fundação do município. Moschera vivera anteriormente no Rio da Prata e se instalara ali possivelmente por ser aquela uma região de disputa entre Espanha e Portugal, visto que se encontrava próxima à linha do Tratado de Tordesilhas, que havia sido ratificado havia poucos anos e cuja demarcação correta ainda não estava estabelecida.

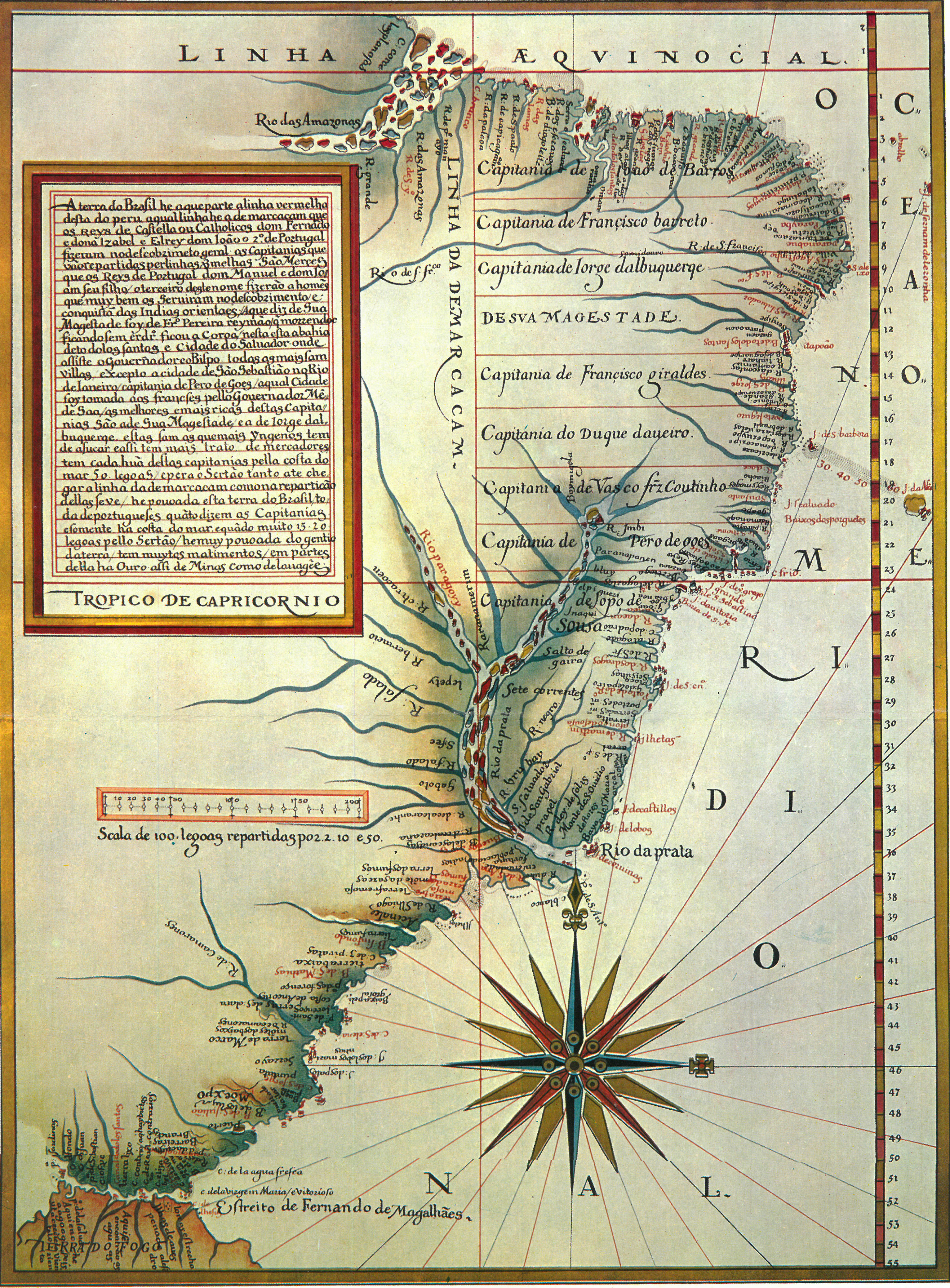
Capitanias hereditárias Mapa de Luís Teixeira (c. 1574), com a divisão da América Portuguesa. Biblioteca da Ajuda, Lisboa

## Guerra de Iguape

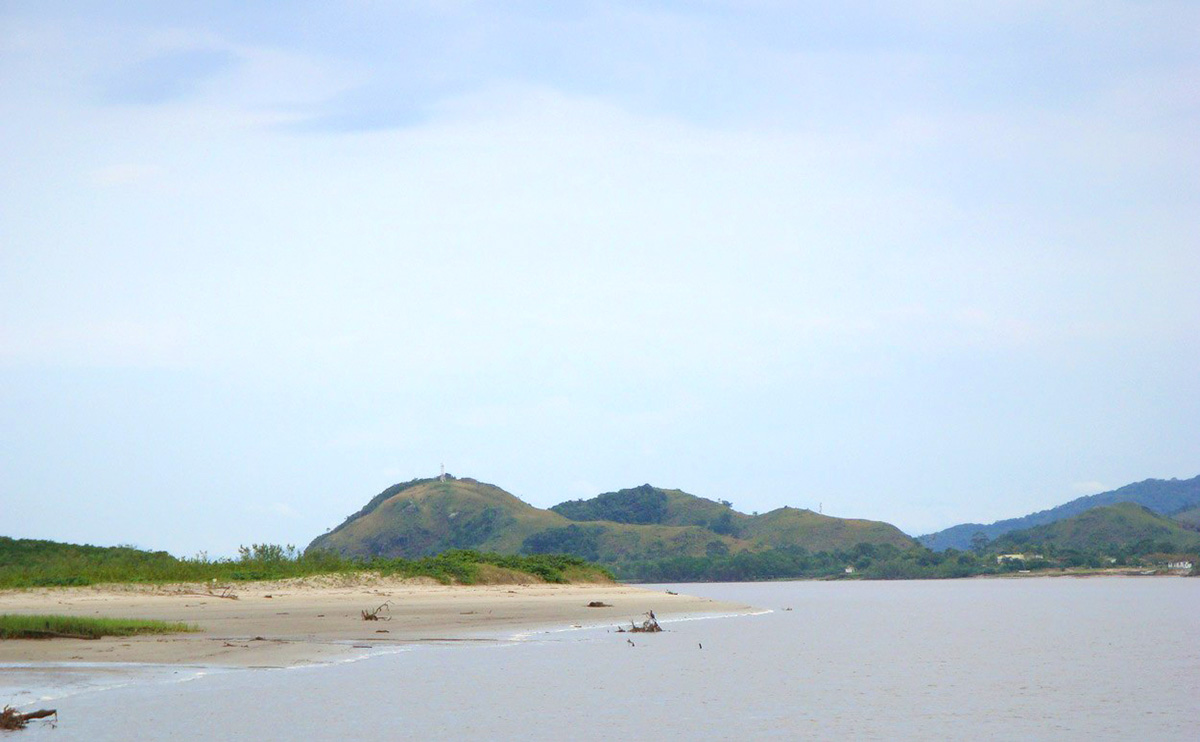
Outeiro do Bacharel visto da Barra do Icapara, local onde ocorreu a batalha

Registros históricos dão conta de que, em 1532, pouco depois de chegar ao Brasil, Martim Afonso de Sousa ordenara a desocupação por Moschera e pelo Bacharel do território onde hoje está Iguape, que pertenceria à coroa portuguesa. Não sendo atendido, ordenara uma expedição chefiada por Pero de Góis que deveria executar a desocupação à força. A essa altura, informados sobre a expedição, Moschera e o Bacharel, apoiados por duzentos indígenas flecheiros, capturaram um navio corsário francês que, pouco antes, aportara em Cananeia em busca de provisões, apoderando-se de suas armas e de suas munições.
Em seguida, fizeram cavar uma trincheira o entrincheiramento de Iguape em frente à povoação de Iguape, no sopé do morro conhecido por "Outeiro do Bacharel", guarnecendo-a com quatro das peças de artilharia do navio francês. Na sequência, dispuseram vinte espanhóis e 150 indígenas emboscados no manguezal do Mar Pequeno, subindo a foz da Barra do Icapara, aguardando a força portuguesa. Esta, composta por oitenta homens, ao desembarcar foi recebida sob o fogo da artilharia, sendo desbaratada. Na retirada, os sobreviventes foram surpreendidos pelas forças espanholas, emboscadas na foz da barra do Icapara, onde os remanescentes pereceram, sendo gravemente ferido o seu capitão, Pero de Góis, por um tiro de arcabuz.
No dia seguinte, os espanhóis embarcaram no navio francês, precedido do navio de Pero de Góis a título de estratagema, e atacaram de surpresa a vila de São Vicente, as forças de Moschera e do Bacharel destruíram a vila de São Vicente, matando a maior parte da população, libertando os prisioneiros e incendiando o cartório onde estavam os registros oficiais do município, levando inclusive o Livro do Tombo, fonte oficial de informação sobre a região de Iguape e sobre seus fundadores. Após os ataques, ambos teriam fugido para a Ilha de Santa Catarina, tendo Moschera retornado ao rio da Prata e o Bacharel Fernandes para Cananeia.
A povoação de Iguape continuou sob o domínio do Bacharel e teve sua primeira igreja, em homenagem a Nossa Senhora das Neves, construída em 1537. Após alguns anos de existência onde hoje está a vila de Icapara, a falta de água potável, a falta de espaço para expansão e eventuais ataques piratas levaram à transferência da então Freguesia de Nossa Senhora das Neves de Iguape do seu local original para outra área alguns quilômetros ao sul, entre os anos 1620 e 1625, por ordem do fidalgo português Eleodoro Ébano Pereira, onde, atualmente, situa-se o centro urbano do município, em uma sesmaria cedida pelo donatário Francisco Alvares Marinho, sendo o termo de doação assinado em 2 de julho de 1679 por Francisco Pontes Vidal e Manoel da Costa, herdeiros do Bacharel.

## Ouro
Ainda no século XVI, foram descobertos os primeiros sinais de ouro na região. Devido à sua abundância, a procura logo se intensificou e rapidamente a exploração do ouro de aluvião se tornou a principal atividade econômica do município. Conta-se que, nesse período, a riqueza era tamanha que as mulheres enfeitavam seus cabelos com ouro em pó. Para evitar o contrabando e intensificar a cobrança de impostos pela coroa portuguesa, foi fundada, por volta de 1630, a Casa de Oficina Real de Fundição de Ouro, que é considerada, por alguns historiadores, como a primeira do gênero no Brasil. No casarão onde funcionava a fundição, hoje está o museu do município. Outros casarões que, hoje, fazem parte do centro histórico do município, também são dessa época.
Com o esgotamento das minas e com o descobrimento de ouro no interior do Brasil, especialmente em Minas Gerais, o município rapidamente entrou em declínio, voltando depois a crescer com o desenvolvimento da indústria de navegação e com a plantação de arroz.

## Encontro da imagem do Bom Jesus

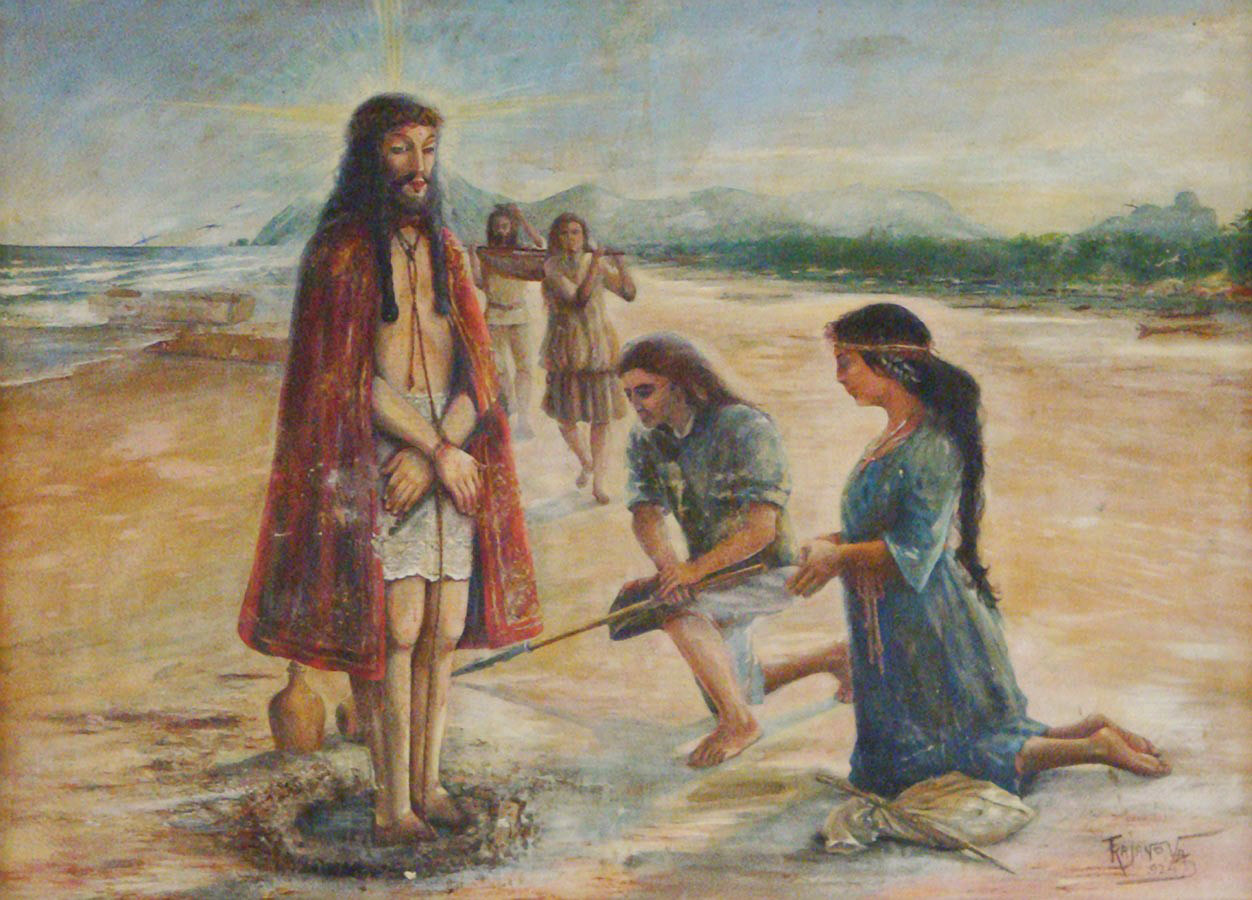
Em 1918, o pintor Trajano Vaz retratou o encontro da imagem do Senhor Bom Jesus de Iguape, na Praia do Una, em 1647

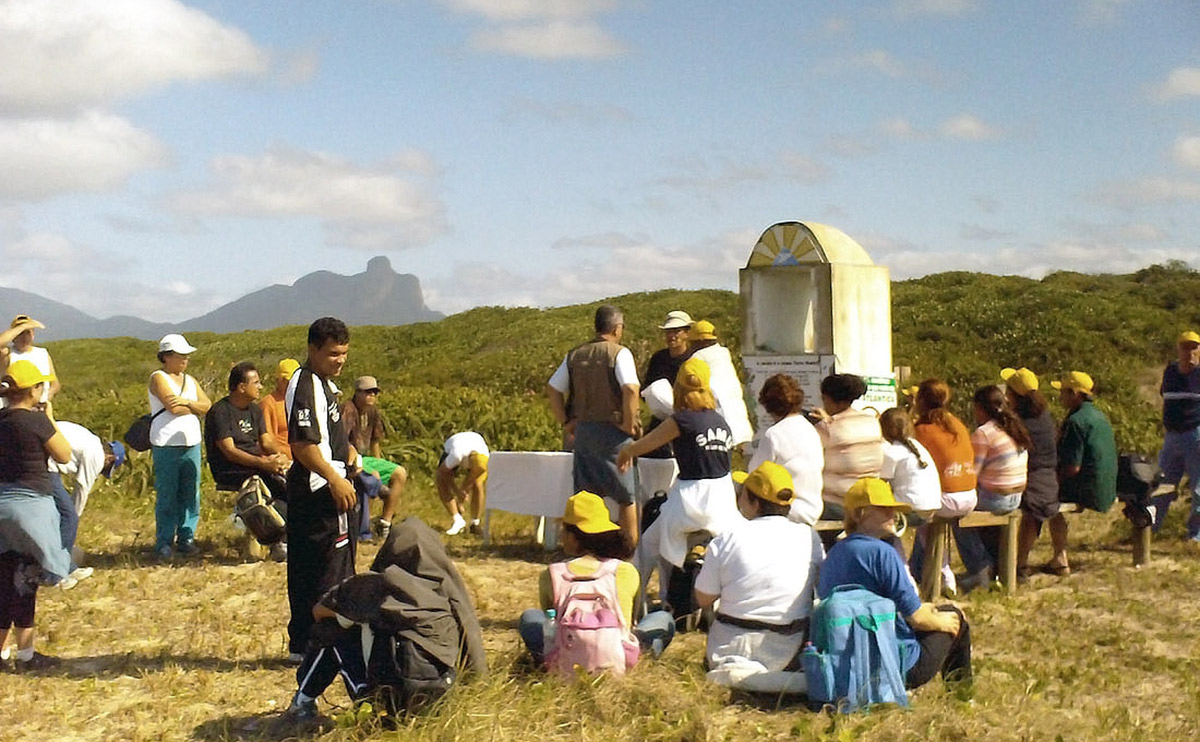
Romaria e missa campal, celebrada anualmente, no dia 27 de julho, no local do encontro da imagem

Em 1647, no auge da riqueza proporcionada pelo ouro, Iguape transformou-se em um centro de peregrinação. Na descrição do aparecimento da santa imagem, mandada escrever no Livro do Tombo em 1730, pelo reverendo padre Cristóvão da Costa e Oliveira, o qual a transcreveu de documentos ainda mais antigos e era tradição que a imagem do Senhor Bom Jesus vinha do Reino de Portugal, embarcada para Pernambuco, e ao encontrar com inimigos infiéis, com receio de ter seus objetos religiosos profanados, os portugueses a lançaram no mar, juntamente com o que se achou junto dela, cera e azeite doce.
Alguns meses depois, Francisco de Mesquita, morador da praia da Jureia, mandou dois índios boçais e sem conhecimento da fé, para a Vila Nossa Senhora da Conceição de Itanhaém. Estes, ao passarem pela praia do Una, acharam junto ao rio Passauna, um vulto desconhecido rolando nas ondas, e levaram-no para a praia, onde cavaram um buraco e o colocaram em pé com o rosto para o nascente e assim deixaram com um caixão, cera do reino e umas botijas de azeite doce, os quais se encontravam afastados do local. Ao retornar, os índios acharam o dito vulto desconhecido, no mesmo lugar, mas com o rosto virado para o poente, e acharam estranho não haver vestígio sequer de que alguém o tivesse movido.
Logo que chegaram ao sítio de seu administrador, contaram o fato e a notícia se espalhou, e assim que se soube pelos vizinhos, resolveram que Jorge Serrano e sua mulher Ana de Góes, seu filho Jorge Serrano e sua cunhada Cecília de Góes, ia ver o que foi contado pelos índios, e acharam a santa imagem e a colocaram em uma rede e a trouxeram alternadamente entre eles, até o sopé do Morro da Jureia, local conhecido como rio Verde, onde foram alcançados por moradores vindos da Vila Nossa Senhora da Conceição de Itanhaém, que souberam da notícia, e os ajudaram no transporte até o alto do morro, onde estes prosseguiram até a barra do rio, no bairro Barra do Ribeira, onde os moradores da então vila de Iguape foram buscar a imagem. Esta foi, então, levada para um riacho no sopé do Morro do Espia, onde, sobre as pedras, foi banhada para lhe retirar o sal marinho e ser encarnada novamente.
Após ser decorada, foi entronizada no altar-mor da antiga Igreja de Nossa Senhora das Neves em um sábado no dia 2 de novembro de 1647. No mesmo tempo em que foi achada a imagem na praia, foram vistas pelo Padre Manoel Gomes, Vigário da Ilha de São Sebastião, cruzar o mar de Norte a Sul, seis luzes iluminando uma grande circunferência, segundo disse o vigário ao reverendo padre Antonio da Cruz, religioso da Companhia de Jesus, e que seja transmitida a todos e estes louvem ao Senhor como convém, segundo a profecia: Orietur vobis Sol justitiae, et sanitas in pennis ejus (Para vós nascerá o Sol da justiça, e estará a salvação sob as suas asas - Ml 4,2). Este riacho ficou conhecido como Fonte do Senhor e segundo a lenda, a pedra sobre a qual a imagem foi banhada cresce continuamente, dando origem ao Senhor Bom Jesus de Iguape, que viria a ser (e ainda é) a segunda maior festividade religiosa do estado de São Paulo, perdendo apenas para a Festa de Nossa Senhora Aparecida.

## Igreja Matriz de Nossa Senhora das Neves

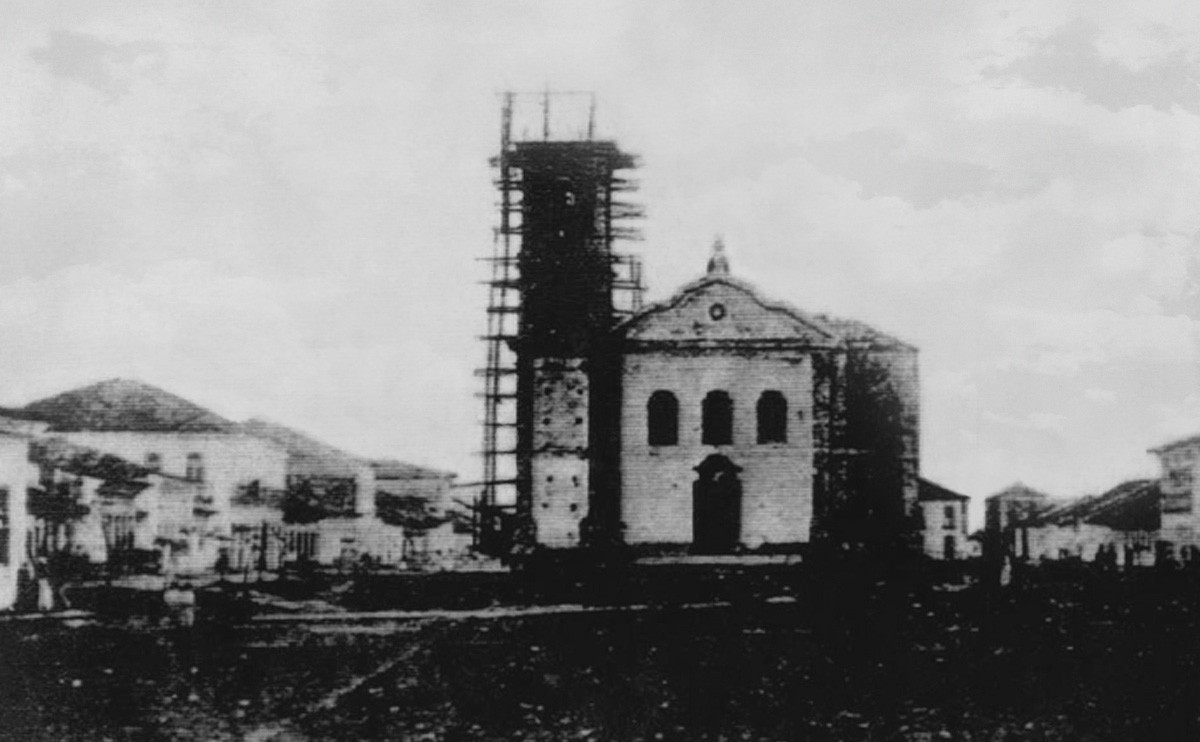
Construção da Igreja Matriz de Nossa Senhora das Neves, iniciada em 1780

Na década de 1780, foi dado início à construção da nova igreja matriz, haja vista a outra estar em precárias condições. A planta foi encomendada no Rio de Janeiro, custando mil réis, cuja obra executada pelo mestre canteiro Euzébio da Cunha Paiva, só foi concluída oitenta anos depois. Em estilo colonial, feita de argamassa, óleo de baleia e pedras retiradas da face marítima do morro, as quais eram transportadas em canoas e depositadas próximo a obra, as pedras maiores que não cabiam nas canoas eram carregadas em carroças, todo o trabalho era executado pela população, voluntário e gratuitamente, sendo apenas dado a cada trabalhador a quantia de oitenta réis para gastos com alimentação, cada bairro fornecia semanalmente vinte trabalhadores. Nos domingos e dias santos, depois da missa conventual, dirigiam-se, à orla, a alta sociedade iguapense e toda a população. Era o reverendo vigário o primeiro a carregar uma pedra e ir depositá-la no lugar da obra, exemplo que todos seguiam, trabalho que demorava por volta de duas horas. Os alicerces com vinte palmos de profundidade, por doze palmos de largura, também foram trabalhados pelo povo. Em 1798, as obras estavam avançando lentamente, e em 1800, estas pararam, retornando em datas esporádicas. Entre os anos de 1816 e 1821 foi mandado construir em Santos, grande quantidade de cantaria, as quais vieram numeradas a fim de serem colocadas em locais específicos.
Em 1822, foram contratados, no Rio de Janeiro, um mestre e três canteiros e, em agosto do mesmo ano, recomeçou-se a obra, ajudada pelo povo. O reverendo vigário, auxiliado pelos Sargentos-mores Bento Pupo de Gouveia e Bartolomeu da Costa Almeida e Cruz, fizeram uma subscrição onde o dito Bartolomeu da Costa contribuiria com um conto de réis, em dez prestações de cem mil réis anualmente e o Capitão-mor José Antônio Peniche, a telha necessária para cobrir a igreja, porém, devido seu falecimento sua esposa e filhos, contribuíram com um conto e duzentos mil réis em dinheiro.

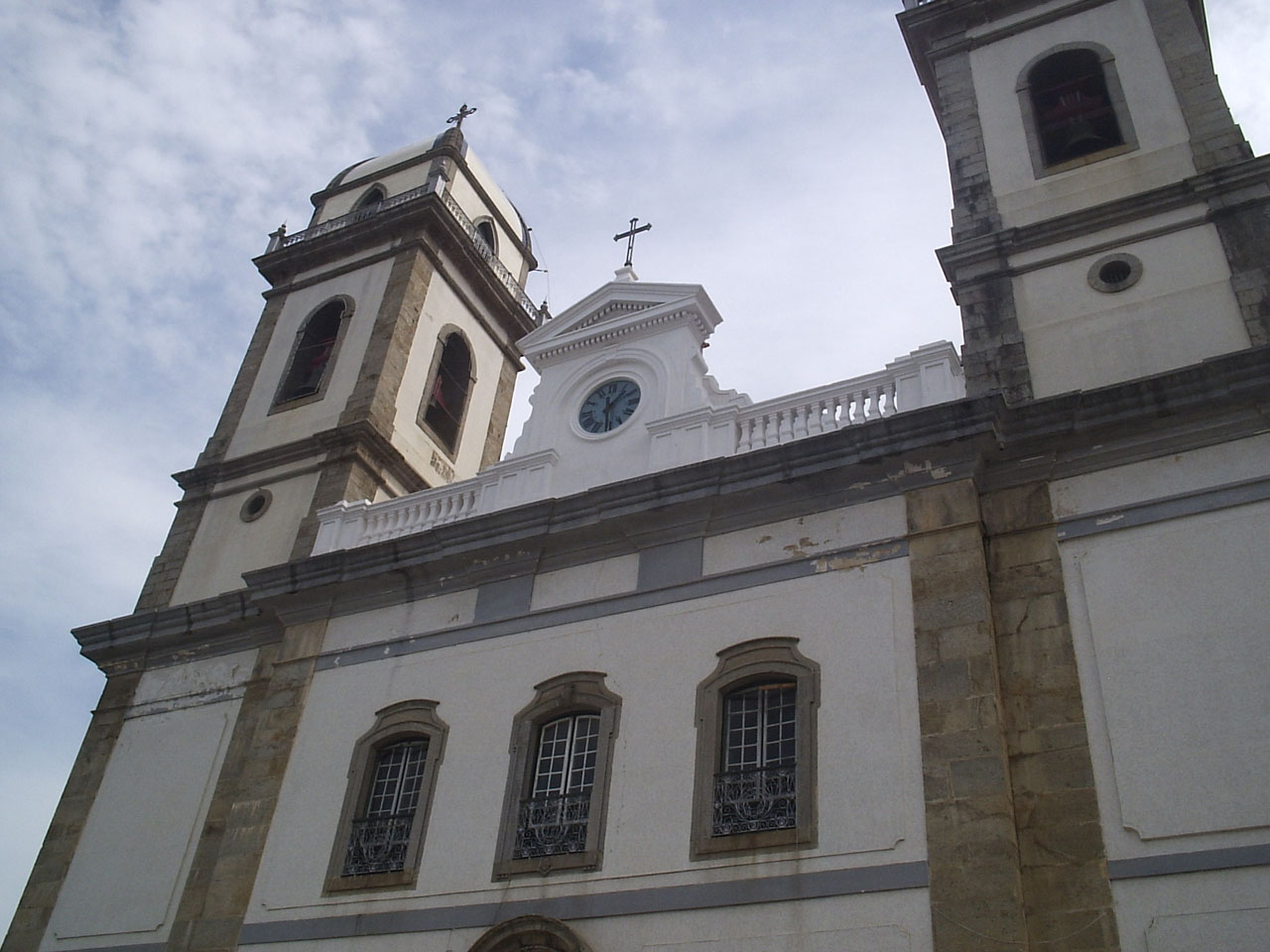
Atual Basílica do Bom Jesus de Iguape e Nossa Senhora das Neves

A Irmandade do Senhor Bom Jesus, também entrou com o capital que havia em caixa, na importância de 94 200 réis e, por fim, a obra foi auxiliada pelo governo: através da Lei Número Treze, de 17 de julho de 1852, foi concedida a metade da receita proveniente da contribuição do Canal do Valo Grande, que era de vinte réis por alqueire de arroz exportado para fora do município de Iguape. Desta forma, a igreja foi concluída, em estado de receber a bênção no dia 27 de julho de 1856, e no dia 8 de agosto do mesmo ano, foram trasladas as imagens da antiga igreja para a nova Igreja Matriz. Até esta data, a matriz de Iguape estava sob invocação de Nossa Senhora das Neves, mas por respeito a essa nova matriz, através da lei n° 11 de 3 de março de 1858 declarado que a Igreja Matriz desta paróquia ficasse sob a invocação do Senhor Bom Jesus de Iguape. No ano de 1962, elevada à categoria de basílica. Nela está a imagem do Senhor Bom Jesus de Iguape e Nossa Senhora das Neves, padroeiros de Iguape, que atrai milhares de romeiros todos os anos, entre os dias 28 de julho e 6 de agosto.

## Rua 9 de Julho
Até o ano de 1810, a população era responsável pela mão de obra para manter limpo o Caminho do Porto do Ribeira (atual Avenida Adhemar de Barros), entre 1810 e 1837, esse serviço era feito as custas dos donos da carroças que existiam na vila, sendo obrigados a reservar dois dias de serviço em cada mês, para pagar a manutenção. Em sessão do dia 15 de abril de 1836, o vereador José Jacinto de Toledo, indicou que a Câmara mandasse abrir uma rua, partindo do canto do seu prédio (atual hotel "São Paulo"), em linha reta ao Porto do Ribeira, mandando orçar esse serviço. No dia 16 de junho, Toledo falou novamente sobre a abertura da referida rua, que foi orçada em 150 mil réis). Porém, achando a câmara muito dispendioso o serviço necessário, ficou adiado "por tempo mais oportuno". Em sessão de 13 de julho de 1837, foi resolvido, então, iniciar-se a abertura da nova rua, mas sua conclusão levou algum tempo. No dia 15 de abril de 1839, foi posto-lhe o nome de "Rua Direita", em homenagem à célebre rua paulistana, localizada no bairro Sé. No mesmo dia, foram demarcadas as ruas transversais até os limites dos terrenos pertencentes a vila, mas em julho de 1847 a Câmara não consentiu a passagem de veículos por esta nova rua. Após a Revolução Constitucionalista de 1932, em homenagem aos iguapenses que participaram do combate, esta passou a se chamar Rua 9 de Julho.

## Fonte da Saudade

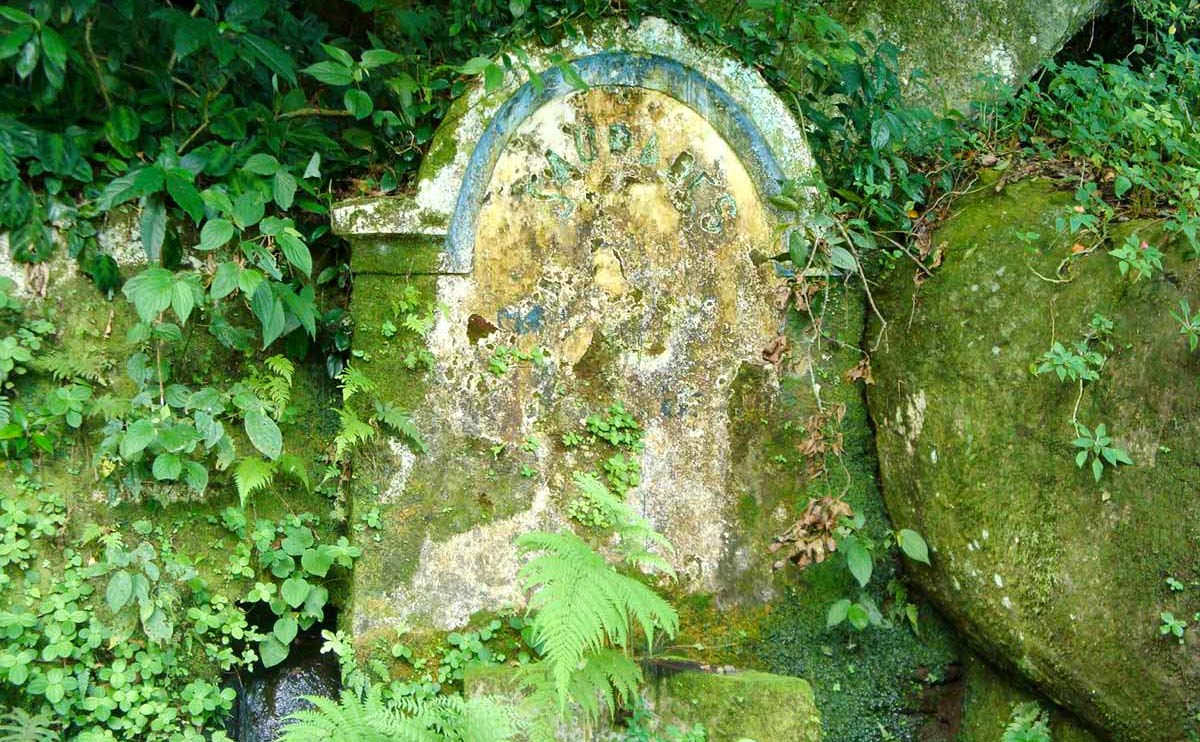
Seu nome, esculpido no monumento, nasceu a partir de uma lenda indígena

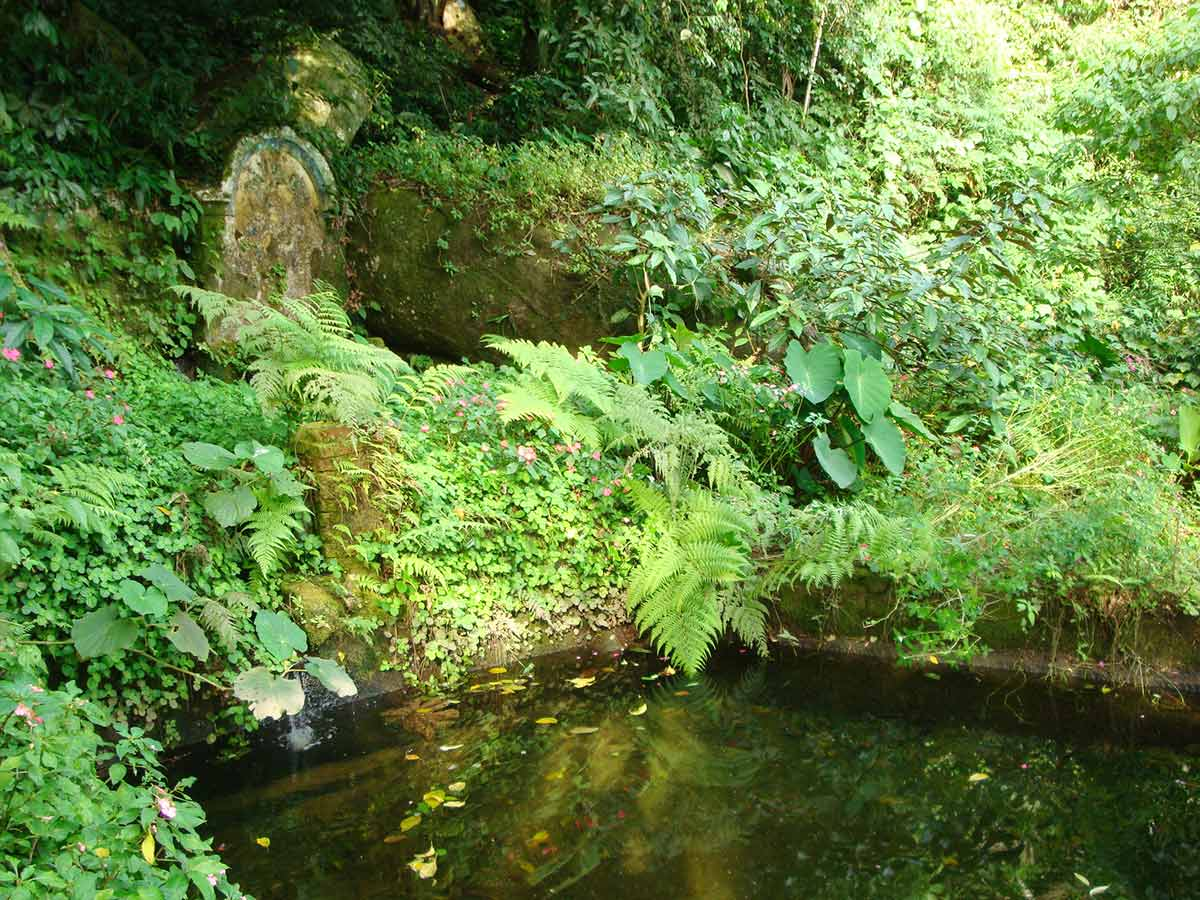
A fonte e seu tanque para lavar roupas, ambos construídos pela prefeitura em 1843

Em 4 de outubro de 1842, foi aberto um canal para levar a água de uma pequena fonte, chamada Fonte da Saudade para o Mar Pequeno, desviando as águas de seu antigo curso por onde corriam ao rio Ipiranga (atual largo Comendador Luiz Álvares da Silva). Em julho de 1843, por meio de uma subscrição, o procurador da Câmara mandou fazer na Fonte da Saudade uma parede de pedra e cal para servir de açude, com um cano colocado em altura conveniente para a passagem de água, e um tanque, também construído de pedra e cal, utilizado para lavar roupas.
Em 13 de dezembro de 1843, estava concluída a obra na dita fonte, e iniciada uma mais ou menos semelhante em outra pequena fonte, a qual foi chamada de "Fonte de Todos os Santos", sendo que esta foi feita para evitar que qualquer morador da vila fizesse ali alguma obra para uso particular da fonte de água. Na Fonte da Saudade, foram empregados 85 000 réis, tendo a câmara contribuído com 30 000 réis e com o restante tendo sido fornecido pelos seguintes vereadores: João Mâncio da Silva Franco, 12 800 réis, além de quatro dias de serviço de um escravo; Bernardo Antônio Neves, 14 000 réis; Antônio José Pinto, 7 000 réis; Antônio José Gonçalves, 2 000 réis e Manoel José Corrêa seu serviço como administrador, na importância de 20 000 réis, porém seria preciso construir os muros da caixa, no qual se gastaria de 10 000 a 12 000 réis para impedir possíveis invasões e danos, bem como se impedir o corte de árvores no morro para evitar a extinção das fontes naturais, principalmente em época de estiagem, porque, exceto o córrego da Fonte do Senhor, os demais são córregos de pouca água e pode se afirmar que, hoje, estes não têm nem a metade de quando o morro ainda não era explorado. Está localizada no sopé do morro, nos fundos da área onde está instalada a sede do Instituto Brasileiro do Meio Ambiente e dos Recursos Naturais Renováveis e serviu, por muitos anos, ao povo como uma das alternativas para abastecimento de água potável, para lavar roupas e, também, como local de lazer da sociedade iguapense.

## Diploma de honra

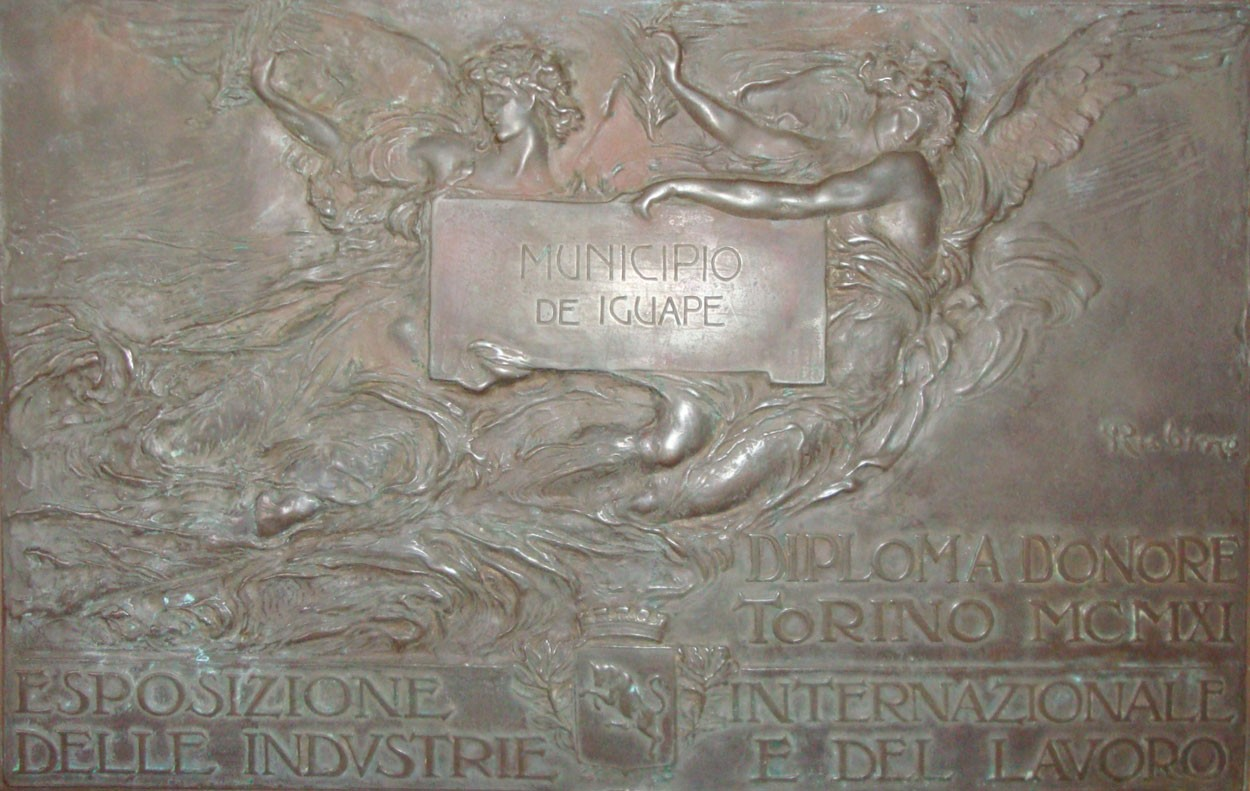
Diploma d'onore, Torino MCMXI

Em 29 de abril de 1911, o município de Iguape, representando o Brasil na Europa, conquistou o diploma de honra internacional de melhor produtor de arroz do mundo, disputado em Turim, Itália. Trata-se de uma placa de bronze, em alto relevo, conseguida na Primeira Exposição Internacional de Turim, realizada entre os meses de abril e outubro de 1911, em comemoração do cinquentenário do Reino de Itália, em um evento extraordinário que chamou a multidão de milhares de visitantes, com presença do rei Vítor Emanuel III, dos monarcas, das mais altas autoridades do reino e os representantes de vários países, inclusive o Brasil que possuía dois pavilhões de exposições, localizado as margens do rio Pó. Nele, vê-se escrito em italiano: Diploma d'onore, Torino MCMXI, Esposizione Internazionale delle Industrie e del Lavoro (Diploma de honra, Turim, 1911, Exposição Internacional da Indústria e do Trabalho). O prêmio está assinado pelo escultor Edoardo Rubino, e encontra-se exposto ao público no Museu Municipal.

## Ídolo de Iguape
Em 1906, o pesquisador alemão Ricardo Krone (1862-1917), que morou em Iguape durante trinta anos e que era proprietário da Farmácia Popular, encontrou uma estatueta antropomorfa (representação estilizada da figura humana), esculpida em pedra gnaisse, medindo nove cm de altura, oito cm de comprimento por 3,2 cm de largura. A descoberta ocorreu durante uma de suas pesquisas a um quilômetro do Sambaqui do Morro Grande, localizado entre as várzeas do Rio das Pedras e do Rio Comprido, na Estação Ecológica da Jureia-Itatins. Esta ficou conhecida nos meios científicos como Ídolo de Iguape e tem grande importância para a arqueologia brasileira. Segundo Krone, existem relações entre o "Homem do Sambaqui" e povos andinos evidenciada nos sambaquis da região, alguns mais modernos, outros, porém, da época pleistocênica. Sua idade, calculada pelo carbono-14, revelou que possui mais de 2500 anos. A estatueta original encontra-se no acervo do Museu de Arqueologia e Etnologia da Universidade de São Paulo, em São Paulo. No Museu Municipal de Iguape, encontra-se uma réplica da peça.

## Batalhão Redentor Filhos de Iguape

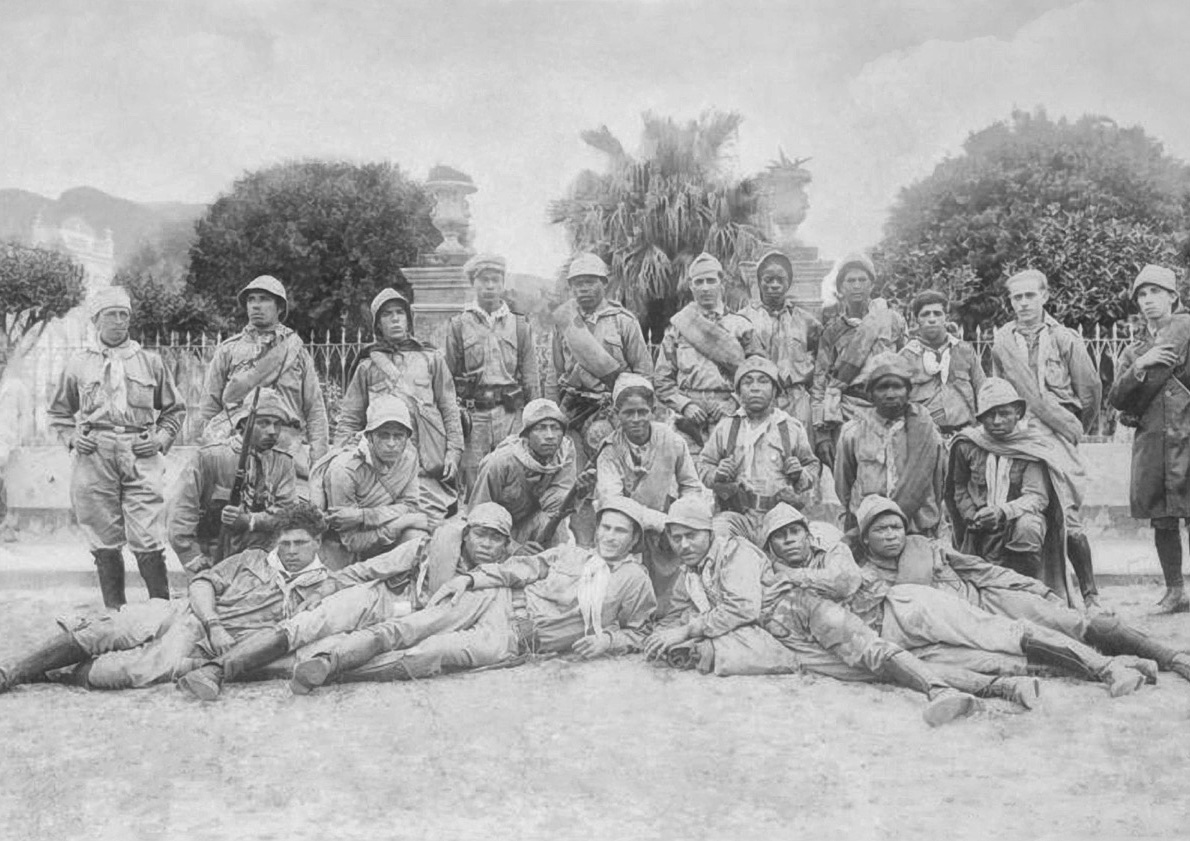
Batalhão Redentor Filhos de Iguape, defronte ao jardim do largo da Igreja Matriz, na Revolução Constitucionalista de 1932

Em 9 de julho eclodiu a Revolução Constitucionalista de 1932, com os paulistas acreditando possuir o apoio de outros estados, Minas Gerais, Rio Grande do Sul e do sul de Mato Grosso, para a derrubada de Getúlio Vargas do poder, o que acabou não ocorrendo. São Paulo esperava a adesão do interventor do Rio Grande do Sul, o estado mais bem armado, mas este na última hora decidiu enviar tropas não para apoiar São Paulo, mas para combater os paulistas. Rio Grande do Sul e Minas Gerais foram obrigados por Getúlio Vargas a se manterem ao seu lado, o que levou São Paulo a se ver sozinho, com o apoio de apenas algumas tropas mato-grossenses, contra o restante do Brasil. Em 4 de agosto de 1932, sob aclamação cívica, partia para Juquiá, os voluntários do Batalhão Redentor Filhos de Iguape, onde embarcariam no vapor Rio de Una, com destino a Cananeia, onde permaneceram por dois meses, para combater as forças de Getúlio Vargas lá instaladas. O Grupamento era composto por 41 voluntários Iguapenses e dezessete jovens voluntários da cidade de Cananeia. Os revolucionários enfrentaram uma sangrenta batalha em favor da democracia brasileira, apesar da derrota de São Paulo, em 2 de outubro de 1932. Não foi registrada nenhuma baixa dos combatentes iguapenses.

## Pedra que cresce

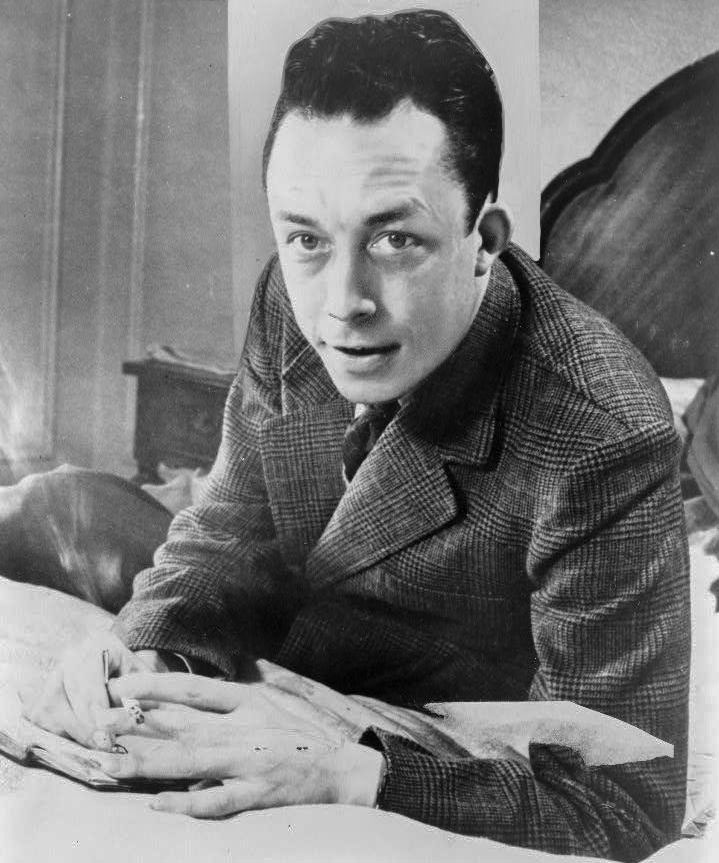
Albert Camus ficou impressionado com a fé e a devoção presentes no povo

A imagem do Bom Jesus de Iguape, após ser trazida da praia do Una, no ano de 1647, foi levada à principal fonte do município, onde deveria ser lavada para remoção da areia e do sal. Em pouco tempo essa fonte se tornou destino dos peregrinos que iam à "Festa de Agosto" (inicialmente em louvor a Nossa Senhora das Neves) no final do mês de julho e início de agosto. Os romeiros, acreditando nos poderes milagrosos da pedra sobre a qual havia sido colocada a imagem para ser lavada, começaram a retirar-lhe lascas. Após séculos tendo lascas removidas, porém, a pedra continuava com o mesmo tamanho, dando origem à lenda da pedra que cresce.
Entre os dias 5 e 7 de agosto de 1949, o escritor franco-argelino Albert Camus (Nobel de Literatura em 1957), em visita ao Brasil, foi até Iguape conhecer a festa em louvor ao Senhor Bom Jesus de Iguape, acompanhado de Oswald de Andrade, Paul Silvestre, um adido cultural francês, e Rudá de Andrade, filho de Oswald, além do motorista. O grupo ficou hospedado em um quarto do hospital "Feliz Lembrança", haja vista todos os hotéis estarem lotados. Dessa visita surgiu o conto -um tanto irônico- intitulado La Pierre qui pousse ("A Pedra que Brota"), em seu livro "O Exílio e o Reino", sobre um engenheiro francês d'Arrast em passagem por Iguape.
No local onde está a pedra que cresce, foi construída uma pequena capela abobadada, popularmente chamada de "Gruta do Senhor". No entorno dessa gruta foi construído um parque, com um pequeno bosque, uma lagoa com patos e carpas e um grande tanque antes usado para tratamento de água e atualmente serve de piscina pública. Esse parque atrai muitos turistas, especialmente no verão e na época da "Festa de Agosto". A alameda que hoje leva à gruta chama-se, apropriadamente, Albert Camus.

## Arroz e o Valo Grande

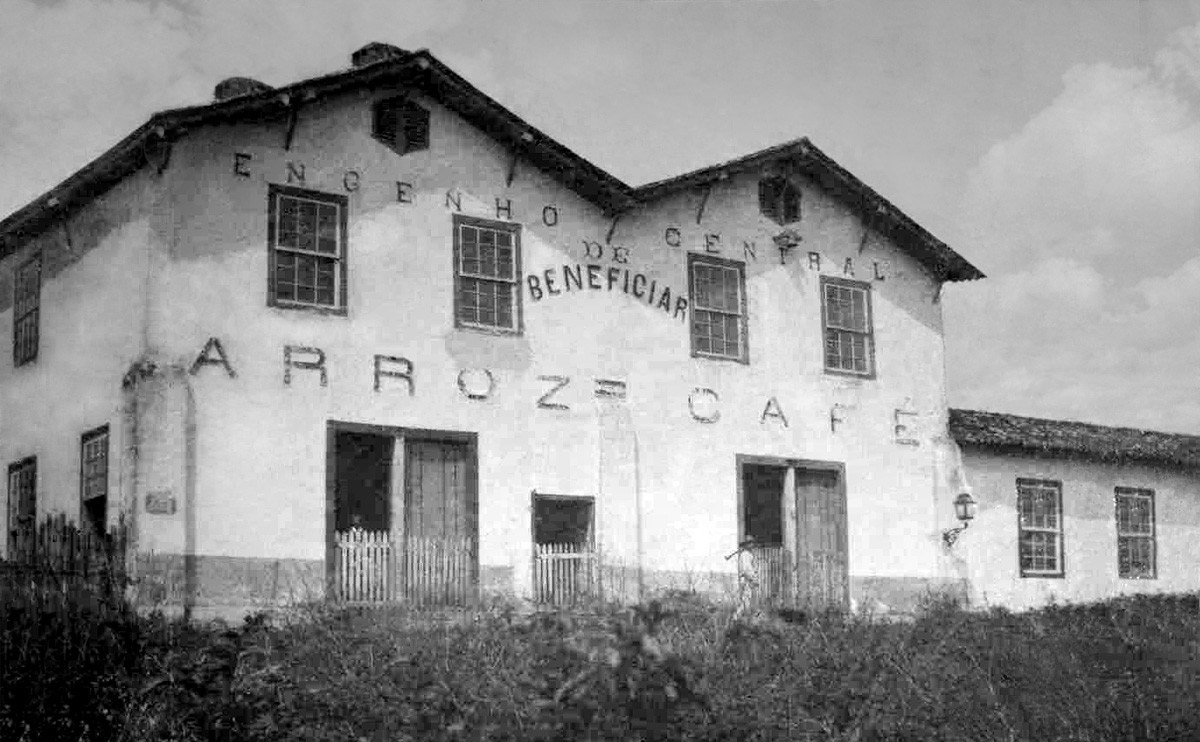
Engenho Central Casavecchia, considerado o maior da região

Findo o período do ouro de aluvião, em meados do séculos XVIII, Iguape enfrentou um curto período de decadência, que logo veio a acabar com o desenvolvimento da cultura do arroz. A partir daí Iguape iniciou um período de riqueza e atingiu seu ápice de desenvolvimento em meados do século XIX, com a construção dos principais casarões que ainda hoje podem ser vistos no centro histórico, com dois portos movimentados, teatros, quatro jornais diários e o vice-consulado português. Iguape havia se tornado uma dos principais do município do sul do Brasil, a ponto de, em 1841, o ainda adolescente imperador dom Pedro II ter concedido a Antônio da Silva Prado, político e senhor de terras, o título de Barão de Iguape.

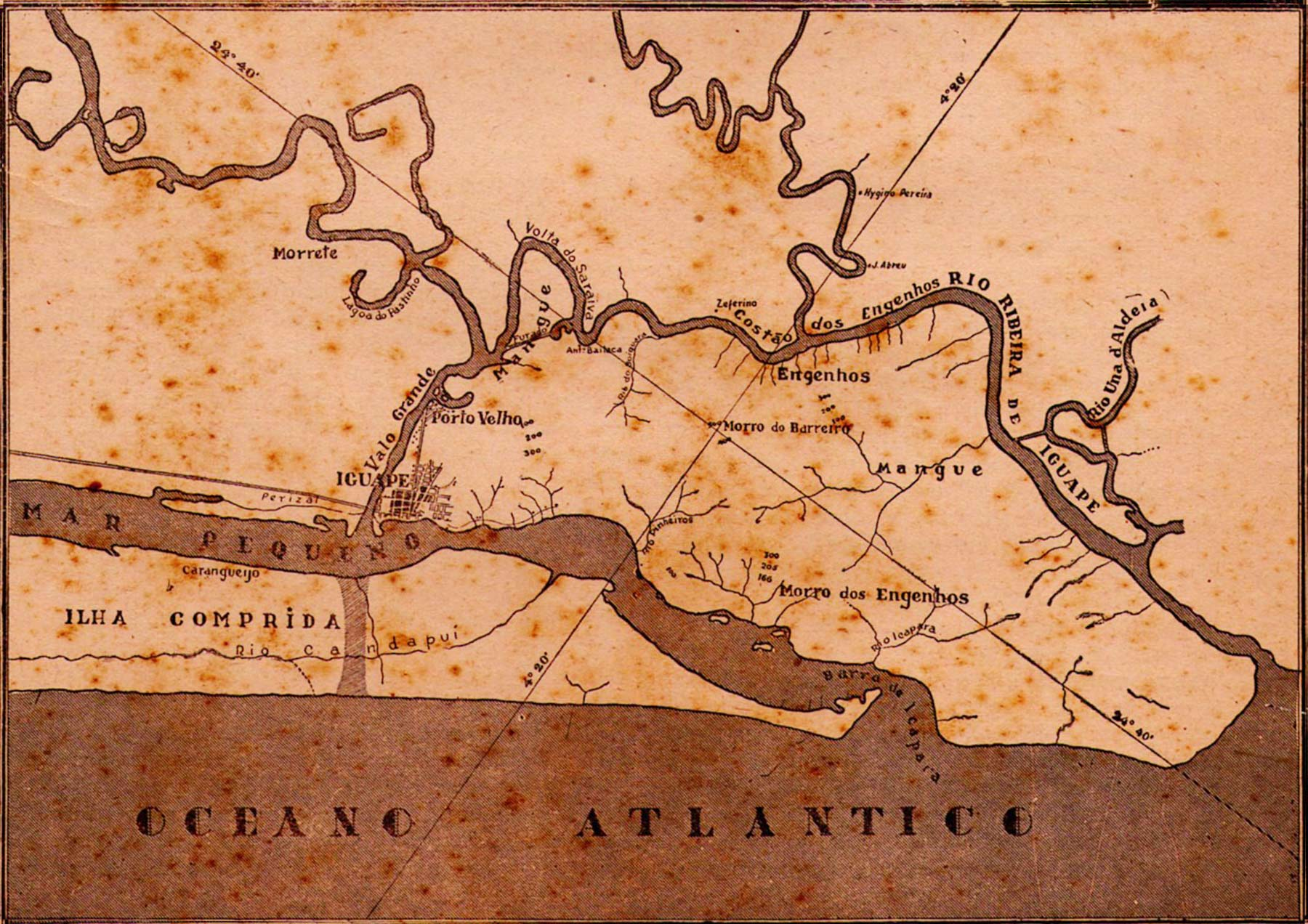
Mapa do artigo de Sud Mennucci, da década de 1930, com proposta para a ampliação do Canal do Valo Grande

Até meados do século XIX, Iguape sempre havia sido uma espécie de península, com o Rio Ribeira de Iguape serpenteando até quase três quilômetros do mar e depois retornando para o interior, só encontrando sua foz muitos quilômetros adiante. O município situava-se entre esse ponto mais próximo do rio Ribeira de Iguape e o Mar Pequeno, tendo assim, dois portos: o Porto do Ribeira, fluvial, e o Porto de Iguape (conhecido por Porto Grande), no Mar Pequeno, grande braço de mar entre o continente e Ilha Comprida que liga Iguape ao Oceano Atlântico. Em 1852, a Câmara de Iguape informou ao Governo provincial a presença de 39 engenhos de arroz espalhados pelos rios da região, cuja capacidade de produção oscilava de cem a 2 500 sacas de arroz por ano (média de mil sacas). Já em 1861, esse número subiu para 120 de pilar arroz, 22 de moagem e destilação de aguardente e quatro de fabricar café, além de várias olarias. O Porto do Ribeira era utilizado para descarregar as sacas de arroz que vinham da zona rural. No local existia o maior engenho da região, o Engenho Central Casavecchia, inaugurado em 5 de dezembro de 1882, de propriedade do oficial da marinha mercante, Francisco Casavecchia e seu sócio, Carlos Tolomei. Dali eram transportadas as sacas de arroz em lombo de burro ou carroças por aproximadamente três quilômetros até o Porto Grande, onde eram embarcadas para exportação. O inconveniente de se ter de transportar o arroz por terra em um trecho tão curto, aliado à riqueza do município, levou à ideia e se construir um canal que ligasse o rio ao mar, permitindo assim o transporte direto do arroz até as embarcações de grande porte. Após décadas de debates sobre o melhor local para a construção do canal, decidiu-se pelo trecho mais curto, que era também o mais arenoso e, portanto, mais fácil de ser construído. Iguape se tornaria assim uma ilha, envolta pelo rio Ribeira e pelo Mar Pequeno. Essa decisão mais tarde se provaria errada.
O canal foi construído por escravos por mais de duas décadas e começou a ser utilizado em 1852. Inicialmente um canal estreito, com cerca de quatro metros de largura, onde, em alguns trechos, era possível ser atravessado com um pulo, o canal rapidamente começou a alargar, não resistindo à imensa corrente de água do Rio Ribeira. O que era uma vala logo se transformou em um largo canal, engolindo tudo às suas margens. A certa altura, se acreditou que a cidade inteira seria destruída pelo que passou a se chamar "Valo Grande". Felizmente, por volta de 1900, com a contenção das margens com pedras e a posterior construção de uma barragem onde antes era o Porto do Ribeira, controlou-se o controle do fluxo de água no canal, de acordo com os estudos feitos pelos engenheiros Sergio Saboia, Martinho de Moraes e João Carlos Greenhalgh, salvando, assim, a cidade da destruição. O estrago, porém, estava feito. O Mar Pequeno ficou assoreado com a fluxo de água e lama trazido pelo rio, o que acabaria impedindo a entrada de navios grandes no porto. A vida marinha também sofreu muito devido à grande quantidade de água doce despejada pelo rio no Mar Pequeno, no que pode ser considerado um dos maiores desastres ecológicos do século XIX.

## Decadência

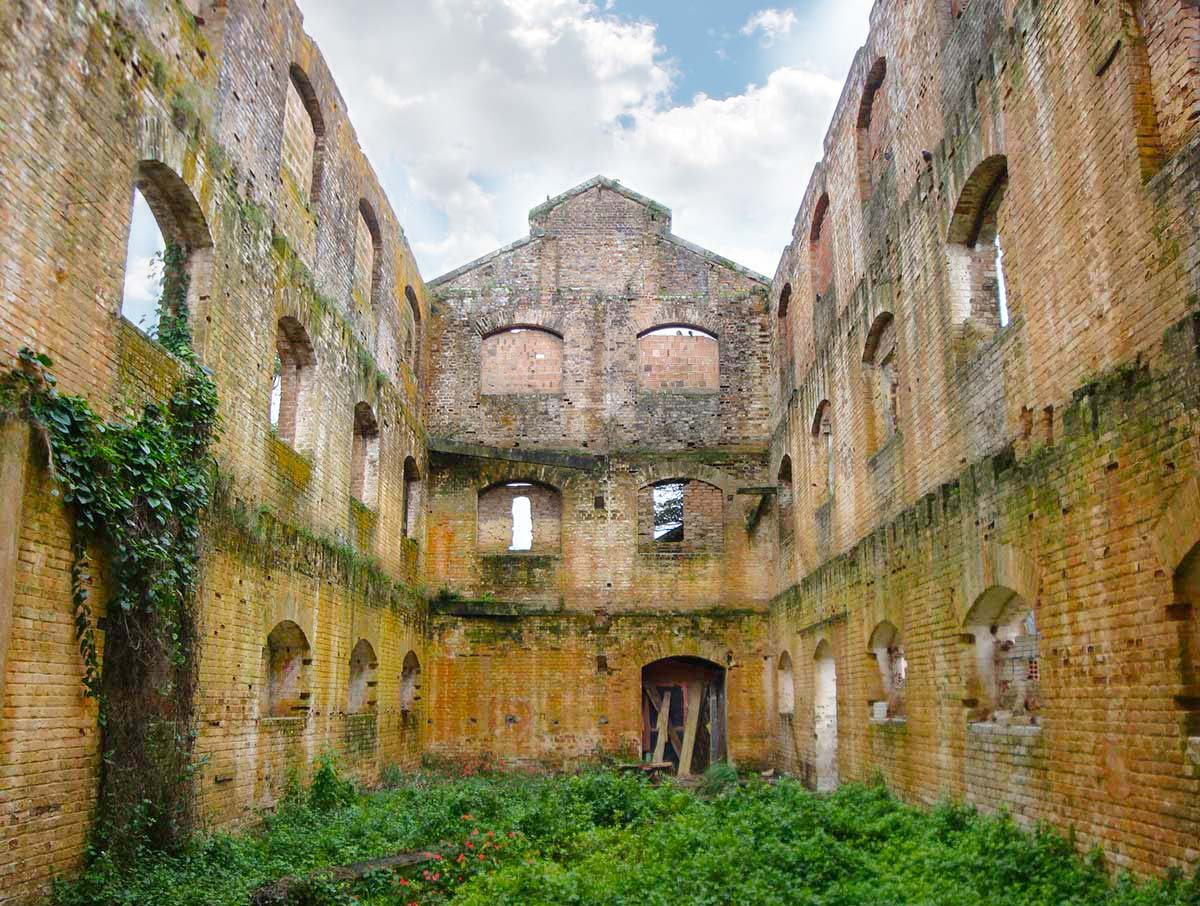
Ruínas das Indústrias Reunidas Fábricas Matarazzo (IRFM), instalada em 1921, e desativada em 1935, devido a decadência da exportação do arroz

Iguape não foi destruída pelo Valo Grande, mas ficou com sequelas graves. Com a abertura desse canal, o Mar Pequeno acabou assoreando. Poucos anos depois, o porto marítimo da cidade já não podia ser utilizado por embarcações de maior calado, impedindo assim a saída do arroz por aquele porto e levando à virtual destruição da cultura de arroz da cidade. O atalho encontrado pelo rio Ribeira de Iguape através desse canal acabou influenciando fortemente o ciclo de cheias que inundavam a região periodicamente e que a tornavam tão fértil.
O Valo Grande, o declínio da cultura de arroz e sérios problemas políticos levaram à decadência do município no final do século XIX. De um importante centro agro-exportador, a cidade foi aos poucos perdendo importância. A partir da década de 1930 Iguape conseguiu iniciar um processo de recuperação, com o desenvolvimento da cultura de banana e da pesca, mas a falta de planejamento, associada aos problemas políticos locais que persistem há quase dois séculos, impediram que ela conseguisse retornar à opulência que um dia teve. Hoje a cidade tem um índice de desenvolvimento humano abaixo da média brasileira e vive da pesca e do turismo.

## O acidente com o hidroavião Catalina
No dia 30 de setembro de 1949, partiu do Rio de Janeiro, com destino a Porto Alegre, percurso conhecido como "Linha Tronco Sul", o hidroavião fabricado pela Consolidated Aircraft Corporation, modelo Consolidated PBY-5A Catalina, número de série 08.126, prefixo PP-BLB da TABA (Transportes Aéreos Bandeirantes), comandado pelo piloto Carol Heinz Eberious. Ao amerrissar no canal do Valo Grande, chocou-se violentamente contra um tronco submerso, resultando na capotagem da aeronave, causando ferimentos graves e mortes de passageiros e tripulantes, entre eles o comandante Carol Heinz Eberious e o copiloto Eduardo Augusto Drolhe da Costa. No Diário Oficial da União de 24 de fevereiro de 1950, o Diretor do Departamento de Aviação Civil, o engenheiro César da Silveira Grilo, julgou de justiça: 
| “ | Realçar o corajoso procedimento da tripulação da aeronave mencionada, constituída pelo comandante Carol Heinz Eberious, copiloto Eduardo Augusto Drolhe da Costa, copiloto extra, Adolfo Silveira Pouman, e o rádio-operador José Dias Couto, que apesar de todos estarem feridos, portaram-se à altura da situação, socorrendo, na medida de suas forças, os passageiros. A ação resoluta, destemerosa e abnegada do radiotelegrafista, José Dias Couto, que embora também seriamente ferido, conseguiu com esforço individual, salvar muitos companheiros de viagem, alguns dos quais foram por ele libertados dos destroços do avião. | ” |

Ao louvar os tripulantes do hidroavião Catalina, pela coragem e perfeita noção de dever que demonstraram, especialmente o radiotelegrafista José Dias do Couto, César Grilo recomendou que, na baixa das cartas dos mecânicos, Paulo César de Niemeyer e Paulo Neuselinan, os quais pereceram no desastre, se declarasse: "Vitimado no cumprimento do dever".